# 愛須心亜
愛須 心亜（あいす ここあ、1995年3月15日 - ）は、日本の元AV女優。
山形県出身、AVデビュー当時はマークスグループ所属。2019年、AV復帰後はティーパワーズ所属。

## 略歴
2013年8月、kawaii*専属でデビューした、小柄なロリ系のAV女優。
2014年5月29日、「純愛☆妹アイドル マシュマロ3Ⅾ」に「マシュマロ☆ココア」として加入。
2014年7月、セガのゲーム「龍が如く」のキャラクター出演をかけたセクシー女優人気投票にエントリー。同年8月24日、ニコニコ生放送の「龍が如く特別番組～セクシー女優・男の出演者発表～」で結果発表。92,775票を集め12位に、「龍が如く0 誓いの場所」への出演権を獲得した。
2014年11月頃より活動休止、Twitter閉鎖など一時引退状態であったが2015年5月に復帰。
2015年11月19日のツイートで11月20日をもって引退することを発表。
2016年、アイドルグループ「ぷりゅむ。」のメンバーとして活動開始。2017年にラストライブを行う（最終メンバーは愛須と彩城ゆりな）。
2019年5月、MOODYZ、WANZ、W専属女優として復帰。前述のとおり事務所はティーパワーズ所属となる。
2019年10月、MOODYZ、WANZ共にW専属契約解除。企画単体としてAV女優としての活動は続行。
2021年以降は活動記録がなく、所属していたティーパワーズのHPにも載っていない。

## 作品

### イメージDVD
- スクールドール（2013年6月30日、Dream Focus）
- 神聖Deep（2013年12月23日、INTEC Inc）
- 妖精 愛須心亜（2014年6月30日、BNS）

### 2013年
- 新人!kawaii*就職デビュ→ 私、AV女優を目指して上京しました。（8月25日、kawaii*）※デビュー作
- 連れ回し おいでおいで、かわいいこ。 「ここあ」ちゃん 149cm ワレメ無毛（9月1日、ミニマム）
- 僕らのいいなりちゃん。（10月1日、プレステージ）
- 女子率8割超えのウチの学校の女子達は完全に女子校気分で僕達がいる前でもおかまいなしに悪ふざけしブラやパンツが丸見え状態!!そんな女子達を見て勃起している僕を見つけ、からかっているうちにスイッチが入った女子達は…（10月1日、DOC）共演:水波明花、桂木麻耶、芹沢つむぎ
- ママには言えません…新しいお父さんが性器を無理矢理こじ入れてきます。ここあ 149cm（10月1日、ミニマム）
- 抱きしめたくなる143cmの小さな制服美少女（10月13日、無垢）※「あこ」名義
- 新人!ほぼ素人!? なのに初めての中出し! 暴走激エロ清楚ロリ18歳!! AV女優さんとエッチしよう! Vol.7（10月13日、HERO）
- 彼女のお姉さんは、誘惑ヤリたがり娘。（10月22日、プレステージ）主演:あやみ旬果
- 夢持ち素人応援企画 3 街角美女5人に聞きました あなたの夢、支援させていただきます! だから一回だけAV出演して下さい!（10月22日、プレステージ）他出演:柚木夏波、内村りな、須藤ななみ ほか
- kawaii*×E-BODY×kira☆kira×Madonna×ATTACKERS 5メーカーコラボ作品第3弾! 秘湯 淫華温泉 媚薬に溺れる女学生（10月25日、kawaii*）共演:尾上若葉、葵こはる、安土結、木村つな
- 地元の学校に入れず親元を離れ学校のすぐ側で1人暮らしするパシリな僕は、クラスメイトや先輩に都合よく部屋を溜まり場に使われるけど…時にはイイ思いもさせてもらえるッ!!（11月1日、DOC）他出演:葵こはる、桂木麻耶、来栖めい
- かなとあこ（11月13日、無垢）共演:鶴田かな ※「あこ」名義
- もうすぐ卒業だから… 学籍番号022（11月22日、ONE DA FULL）
- 卒業 3 其ノ弐（11月2日、ONEZ）
- 高熱でグッタリとしている女友達の弱った姿に妙に興奮した僕は…（12月11日、DOC）他出演:藤嶋唯、夏海
- こどものくせに… 好奇心旺盛な小さい女の子は保健体育でお勉強したばかりのセックスで隣のお兄ちゃん(28)の童貞も奪うし濃い精子だって好き嫌いせずにぜんぶ飲む（11月8日、ワープエンタテインメント）
- 小さい女の子をひとりじめ。 ここあとまりえの200％ロ○ータ淫語。 にゅるにゅるソープ編。（12月1日、ミニマム）共演:小西まりえ
- 奴隷美少女付き貸別荘（12月13日、オーロラプロジェクト）
- 究極の中出し近親相姦企画 最愛の息子に伝えたい…妊娠させるための性教育 6 6中出し受精スペシャル（12月19日、ディープス）共演:風間ゆみ、知花メイサ、夢咲りぼん
- 性交レッスン SEXを教え込まれる幼い蕾（12月25日、オーロラ・プロジェクト）

### 2014年
- 大好き♡18才（1月3日、ロリ専科）
- 成長した娘の裸に触れた父親はイケない事と知りつつもチ○ポを勃起させて「禁断の近親相姦」してしまうのか!? 超絶ツインテール美少女密着追跡スペシャル!（1月9日、SODクリエイト）
- 女子校生専門中出しソープ（1月13日、マルクス兄弟）
- エロ〜い女のアナルべろ舐め手コキ（1月13日、マルクス兄弟）他出演:神波多一花、さくら悠、青山沙希、廣田リリス、HIKARI、美神さゆり、坂本愛海
- 変態家族のハメ撮り1泊旅行 〜小早川家の明るい家族計画〜（1月16日、グローリークエスト）主演:小早川怜子
- 可愛すぎる妹に萌えるボクの近親相姦エッチ（1月24日、MOODYZ）共演:あゆみ翼、塚田詩織
- 山奥の温泉旅館で見つけた、愛くるしい修学旅行生たち。（2月1日、ミニマム）共演:南梨央奈、春日野結衣、大桃りさ、石原あい ほか
- いたずら後の強制フェラチオ。小さい女の子12人のお口へ。濃厚名場面集3。（2月1日、ミニマム）
- 娘の幼馴染が入浴中なのにうっかり扉を開けてしまった俺（2月6日、AKNR）共演:青井いちご 他出演:葵こはる、野々宮ここみ
- 愛須心亜の寝取られファン感謝祭! 誘惑しすぎてごめんなさい中出し! 小悪魔心亜は皆の悲鳴で最高に興奮しちゃうの!沢山夢見て地獄に落ちてね!（2月6日、michiru）
- パイパン 愛須心亜 お貸しします。（2月7日、クリスタル映像）
- ROOKIE×E-BODY×kira☆kira×kawaii*×Madonna×ATTACKERS 6メーカーコラボ作品 第6弾! 秘湯 淫華温泉【完全版＋α】 豪華!! 人気女優総勢18名×28P淫乱大乱交SP!!（2月19日、ROOKIE）共演:安土結、尾上若葉、葵こはる、神川ひな、西條るり、小早川怜子、椎名まりな、木村つな、桜井あゆ、友田彩也香、芹沢つむぎ、秋野千尋、翔田千里、愛田奈々、北乃ちか、さくら悠、澤村レイコ
- JKリフレの密室でレイプしその一部始終を収めた投稿映像（2月21日、I.B.WORKS）
- 女子校生肉便器集団レイプ（2月21日、TMA）
- 肉壷（俺専用） ここあ（2月25日、ラマ）
- はずかしくて見れない…けど見たい（2月28日、BALTAN）
- 隣のベッドにお見舞いに来た女子の無防備パンチラに下半身だけ元気になった僕。気付いた彼女はカーテン越しにミニスカ尻を勃起チ○ポに密着させてきた!（3月6日、SWITCH）
- 誰にも言えない禁断のレズ恋愛　親友と親友のママに愛されて　Vol.3（3月6日、ディープス）共演:冴島かおり、千星はるか
- 保健室でムチムチブルマをマッサージされ気持ちよすぎて我慢できずにブルマ汁が溢れ出す押しに弱い高感度女子高生２（3月20日、ディープス）
- イタズラ特化型羞恥AV　透明人間Z 図書館にあらわる編 〜厳粛な図書館だから声も出せず羞恥心倍増! 嫌がらせエロイタズラやりたい放題〜（3月20日、ROCKET）
- ザーメンとゴックンと接吻とフェラチオとベロ長サセコ美少女 愛須心亜（3月21日、クリスタル映像）
- いたいけな可愛い教え子を媚薬で発情させて猥褻行為を続ける小○校教師（3月21日、I.B.WORKS）
- ブルマー少女をねぶり尽くす ここあ（4月13日、妄想族）
- 後背位から淫膣刺激（4月18日、SEX Agent）
- 夢の近親相姦! 娘たちの無防備パンチラに父さんのカリデカチ○ポは爆発寸前! 性欲に目覚めた娘達も家族に内緒で父さんチ○コうずうずしながら待ってんの（4月24日、SWITCH）共演:鈴木心葉、臼井あいみ
- 親には内緒の妹近親相姦旅行 ここあ1○才（4月25日、I.B.WORKS）
- 淫行ビデオ⑥　明日パパがいない… 143cm使い捨てミクロ少女（5月1日、プラネットプラス）
- 近々結婚を控えている妹に日課のオナニーを偶然、見られてしまい動揺している僕に「お嫁さんに行く前しかできないから良かったら手伝ってあげるね♪」と優しい眼差しをされながらの変態テクでトコトン弄ばれて僕はビンビンに勃起してしまった件。（5月9日、NON）
- 大好きな夫(父)にイキ顔を隠さずに見せつけたいんです。（5月9日、NON）
- キミだけに語りかけ! ロリっ娘20人! オマ●コぴちゃぴちゃ指入れ自画撮りオナニー4時間DX vol.09　特典3Ｄ映像付き（5月16日、GLAY'z）
- ガン見フェラ 咥えて響く危険なフェラ音（5月16日、SEX Agent）
- イキ狂い! ぐちょぐちょ指入れオナニー（5月23日、TMA）
- 授業中にも関わらず教室でエロ本を見て勃起したチ●コを見せつけてくる男子。それに気付いた隣の席のまだ未経験な女子校生が、初めて見る生のチ●コにスケベなマ●コはぐっちょり濡れ放題。（5月23日、ケイ・エム・プロデュース）
- 清楚でマジメな優等生! 黒髪ロリ女子校生たちのエッチな猛反撃!（5月23日、ケイ・エム・プロデュース）共演:葵こはる、栗林里莉、佳苗るか
- パイパン★真正中出し（5日25日、本中）
- Petit Story 5 小さな妖精の4つのお話 143cm愛須心亜（6月1日、プラネットプラス）
- 親にも学校にも言えない、女子校生放課後限定バイト3（6月13日、ケイ・エム・プロデュース）
- 卑劣催眠 ヤリ放題中出しレイプ（6月13日、マルクス兄弟）
- 女同士の意地とプライドを賭けたオンナの奪い合い ビアン○学生ロリータレズバトル 愛須心亜vs篠宮ゆり（5月19日、V&Rプロダクツ）共演:篠宮ゆり、美優
- 口内凌辱 〜嗚咽と涎とディープイラマチオ〜（6月20日、SEX Agent）
- 年に一度の健康診断。身体の成長が盛んになり、大人への第一歩を踏み出そうとしているJK達に、スケベな偽医者が卑猥な悪戯決行。隣に別の生徒がいるにも関わらず、初めての感覚に思わず身体も正直なことに!!（6月27日、ケイ・エム・プロデュース）
- 痴漢中に逃げたJKを尾行したら、物陰でこっそりオナニーをはじめた（6月27日、EROTICA）
- ママは知らない… 思春期の娘とパパの歪んだ愛の日常。本物中出し姉妹編 ここあとりおな（7月1日、ミニマム）共演:南梨央奈
- 一人暮らしを始めた兄の部屋に通う妹との近親相姦盗撮（7月11日、I.B.WORKS）
- 僕の彼女は143cmのかわいいミニマム少女 愛須心亜（7月11日、I.B.WORKS）
- パイパンいもうと中出し4（7月13日、ケー・トライブ）
- にゅるにゅる美少女3Pヘルス（7月25日、kawaii*）共演:さとう愛理
- 背徳の幼妻2 旦那には言えない白昼悪夢アパート!! 脅迫おもらしロリ妻性奴隷生中出し 愛須心亜（7月25日、セレブの友）
- 人里離れたリゾート施設に宿泊していた日焼けがまぶしい修学旅行生たち。「完全無毛」（8月1日、ミニマム）共演:青井いちご、加賀美シュナ、小西まりえ ほか ※AV OPEN2014ヘビー級エントリー作品
- 危険日直撃!! 子作りできるソープランド4 二輪車編（8月7日、Mr.michiru）共演:椿かなり
- 女子に囲まれて男は僕ひとり!?の王様ゲーム 放課後の教室で女子だけでやっている王様ゲームに遭遇。偶然その場を見てしまった僕は拒否権無しの強制参加!普段からクラスの女子にはひどい扱いを受けているので、ビビリながらもメンバーに加わったら予想外のオイシイ展開に…。[王様の命令は絶対!]このルールのおかげで僕は放課後のエロ大王になれた! 5（8月7日、Hunter）
- 「間違えたフリして女子校生だらけの女性専用車両に乗り込んで勃起したらヤられまくった」VOL.1（8月7日、DANDY）
- 暴れん坊ザーメン（8月8日、Waap）
- 俺の肉便器～四畳半監禁娘 愛須心亜（8月8日、ケイ・エム・プロデュース）
- 毛の無い少女に中出し13（8月10日、ケー・トライブ）
- 149cmの恋 小柄なロリ美少女のSEX事情（8月13日、S-Cute）
- 平成二十五年度『無垢』卒業アルバム 下半期総集編2013年10月〜2014年2月 美少女十六人総出演 四百八十分濃厚豪華版（8月13日、無垢）
- 素股痴漢 ～うぶな女のマ○コにチ○ポを擦りまくって発情させろ!!～（8月21日、ナチュラルハイ）
- エレガント人妻ナンパ 6 気品漂う上品な奥様が醸すフェロモンは欲求不満の裏返し 声をかけると昼間っから欲情ドスケベSEXの虜に（8月22日、GIGOLO）
- ねぇ、おにいちゃん一緒にお風呂はいってもいい? ～初●もきていない小さな妹たち～（8月22日、TMA）
- 純系乙女、ひと夏の恋（8月23日、INTEC Inc）
- Pure Moe Mix（8月25日、日本コンテンツ流通）
- Wパイパン潮噴射（9月1日、MOODYZ）共演:伊藤りな
- 「チンポを勃てて悦ばす!!」が校訓の憧れの都内一等地にある南青○性女学院（9月2日、プレステージ）共演:さくらえな、原ゆりあ、香椎りおん、川田悠美、倉科紗央莉、大崎みこと、大澤美咲、北山悠、睦見しほ、檸檬、臼井あいみ、小川めるる、生駒はるな、あおば結衣、白咲碧、白咲ちえ、篠宮ゆり、紺野ひかる
- タイムスリップおじさん（9月4日、グローリークエスト）共演:山本美和子、白鳥寿美礼
- 幼体天然美少女のビッチなプレイ（9月5日、クリスタル映像）
- ロリ・ナンパすぺしゃる。30～思春期真っ盛りなロリっ娘たちにHなイタズラしてパイパンマ●コに生中出し～（9月5日、GLAY'z）
- 新・娘よ、俺の子供を産め! 近親相姦大家族5姉妹に夜這い中出し（9月12日、V&R PRODUCE）共演:南梨央奈、あゆみ翼、彩城ゆりな、檸檬.
- 「あれっ? もしかして乳首!?」勉強もスポーツもダメだけどやたらと視力だけは良いボクの目に飛び込んできたのは（勉強を教えている妹、残業中の同僚、美人お手伝いさん、ゴミ捨てに来る若妻）の胸元から見える乳首!! 当然、見る事をヤメるなんて出来ません!!（9月25日、アパッチ）
- 仲良しノンケ女友達2人組が媚薬キャンディーで発情レズ! 「友達同士でキャンディを口移しで舐め切ってください!」と声を掛けられた仲良し美女2人組が、実は媚薬入りとも知らずにキャンディーが溶けるまで何度も何度も口移しのキス! 舐め切る頃にはトロットロに発情!（9月25日、アパッチ）
- 「やばい! 妹に中出し!?」性の知識が希薄な妹は僕の事を男として見ていないのか、家の中ではいつも無防備な姿でウロウロ…。今まで気にした事もなかった僕だったがいつの間にか成熟した身体になった妹をまじまじと見て興奮してしまい…（10月1日、プレステージ）
- 小さな女の子の敬語手コキフェラ 5人（10月1日、プラネットプラス）
- 「ねぇ? あたしと一緒にチャットでいっぱ～いHなことしよ♡」 制服美少女! ピチャピチャ潮吹きLIVEチャットオナニー4時間DX vol.05（10月3日、GLAY'z）
- 水着からチラリ!? 見渡す限り『浮きブラ乳首』だらけ! 女性に人気のリゾートホテルのプールに行ったら、男は僕1人。しかも気持ちと肩紐が緩んだ女性たちが、水着から乳首をチラリさせながらそこら中にいるもんだから、もちろん男の僕としてはガマンできません!しかも、しかも勃起に気づいた女子は遠ざかると思ったら逆に近寄って来て…。（10月9日、Hunter）他出演:浜崎真緒、沙藤ユリ、橘メアリー、二宮ナナ、長瀬あおい
- 丸1日貸切! 何発ヌイても帰さない!! 最高級おもてなしソープランド（10月10日、ケイ・エム・プロデュース）共演:さとう遥希、浜崎真緒、湊莉久
- 深夜の淫らな制服バイト（10月24日、S級素人）
- わるいおとなにだまされちゃった乙女凌辱（10月24日、クリスタル映像）
- 小さな女の子にオイルマッサージ（11月1日、プラネットプラス）
- 「まさかのハミ乳輪!!」堂々と目の保養をしようと思い女性に人気の温泉スパリゾートに行ったら巨乳水着娘ばかりでドギマギ! 爆乳過ぎる娘にいたってはよく見たら乳輪が出ていてビックリ! それを見逃すはずのない僕は当然のごとくガン見!（11月8日、Hunter）
- 幼な恋レズビアン（11月13日、MOODYZ）共演:彩城ゆりな
- 「パンティに擦るだけだから!」の約束がガマンできず素股! まさかのヌルッと挿入! ついでに中出しされたツンデレ女先輩（11月15日、ロータス）
- 超激似 川○李○ 国民的美少女アイドルグループ おバカなあのメンバーに激似娘!!（11月19日、ROOKIE）
- 美少女即ハメ白書 30（11月21日、デジスタ）
- 変態に支配された性奴隷（11月28日、宇宙企画）
- お酒でホロ酔いの素人奥様にお願いしてセンズリ見てもらいました（11月28日、メディアバンク）
- 女子校生中出しソープ（12月1日、ワンズファクトリー）
- 近所のお医者さんでいたずらされた少女たち（12月1日、プラネットプラス）
- 精子で何でも買い物ができるオチ〇ポレストラン（12月5日、DIY）共演:初美沙希、茜あずさ
- 超うぶブルマ女子たちと男は僕ひとりの王様ゲーム! オトナのアソビに興味津々なブルマ女子たちが噂でしか聞いた事が無い合コンの定番『王様ゲーム』をやることに!（12月6日、Hunter）共演:一之瀬すず、南梨央奈、土屋あさみ、佳苗るか
- 突然パンチラで挑発されてこっそりシゴいちゃった僕。その9（12月25日、アロマ企画）
- 可愛いオタサーの姫を輪姦中出しレイプ（12月26日、青空ソフト）
- ラブアイブ!（12月26日、TMA）共演:篠宮ゆり、南梨央奈、小西まりえ、河西あみ、川村まや、乙葉ななせ、椎名みゆ、夏海いく ※Blu-ray版同時発売

### 2015年
- イチャイチャしてたらいっぱい攻められちゃったロリっ娘（1月1日、S-Cute）
- 潜入捜査官（1月9日、ケイ・エム・プロデュース）共演:椎名ゆな、紺野ひかる、佳苗るか ※Onafesグランプリ2015エントリー作品
- 奴隷ROOM room:02（1月10日、MAD）共演:南梨央奈
- 自宅で監禁レ×プされた母娘～輪姦された義母と中出しされた女子校生～（1月13日、MOODYZ）共演:椿かなり
- センズリ用 美少女がエロポーズでま○こと尻穴を惜しみ無く広げ見せつけ挑発してくるDVD Part4（1月13日、アロマ企画）
- 中年男のやってはならないワイセツな性的いたずら ・前科者のおじさん・義理の父と娘・教師と教え子（1月13日、FAプロ）
- 愛須心亜 総集編 4時間（1月16日、GLAY'z）
- 彼女の姉貴とイケナイ関係（1月19日、アイデアポケット）共演:藤井シェリー
- 孕ませの館 種付けプレス 小柄な美少女たちが巨体のキモオッサンに乗っかられ逃げられない強制中出し（1月22日、SODクリエイト）共演:佳苗るか、南梨央奈
- SCOOPスペシャル 突然AV女優にガン勃ちチ●ポのセンズリを見せつけたらどうなるのか!?大実験!（1月23日、ケイ・エム・プロデュース）
- 放課後美少女回春リフレクソロジー（1月23日、ケイ・エム・プロデュース）
- 女子校生ディルドオナニー（1月23日、青空ソフト）
- 子宮レンタルVol.2 最近の援交女子校生は中出しに興味ない（1月25日、本中）
- 小さな子たちにやりたい放題。いたずら大好き透明人間（校内完全無毛）（2月1日、ミニマム）共演:南梨央奈、小西まりえ、加賀美シュナ
- 女子校生スクール中出し乱交～放課後の教室で乱交した思い出～（2月13日、TMA）共演:南梨央奈、篠宮ゆり、小西まりえ、河西あみ、夏海いく、椎名みゆ、乙葉ななせ
- 我を忘れるほど感じる失禁ディルド本気モードオナニー11人（2月13日、セレブの友）他出演:小司あん、本田莉子、矢部寿恵、三上里穂、桐島綾子、一之瀬すず、波多野結衣、青井いちご、橘優花、川村まや
- 見せつけられたパンツの脇からチ○ポ突っ込みそのまま射精（2月13日、アロマ企画）
- 先輩と私「Re:」（2月13日、U&K）共演:さとう愛理
- 女子校生10人オマ○コ指入れぴちゃぴちゃ自画撮りオナニー vol.21（2月15日、プリモ）
- ザ・レイプ・ベストコレクション～暴行魔達への生贄～（2月19日、エンペラー/妄想族）他出演:松下美香、西澤百花、西山あさひ、潮見百合子、冬月容子、杏紅茶々、白鳥寿美礼、堀内秋美、高下えりか、高梨あゆみ、竹内れい子、七海ひさ代、風間ゆみ、村上涼子、矢部寿恵、山本美和子、水野朝陽、水原薫子、二葉恵、本庄優花、樹花凜、神波多一花、桜木えみ香、宇佐美なな、遠藤ゆめ、上原亜衣、城野絵里香、羽月希、滝沢すみれ、近藤郁美、菅野いちは、相葉レイカ、藤野美紀、武藤つぐみ、桐島綾子、岸杏南、須山南、長瀬涼子、美智子小夜曲
- お兄ちゃん、お注射してください 純愛☆妹アイドル マシュマロ3D 大乱交スペシャル!（2月25日、Kawaii*）共演:彩城ゆりな、高木愛美、美緒みくる
- 美人4姉妹とハーレム同棲生活（2月27日、ケイ・エム・プロデュース）共演:初美沙希、乙葉ななせ、阿部乃みく
- 暗闇×淫語バーチャルリアリティー卑猥な淫語性交の制服美少女編（2月27日、ONE DA FULL）
- W美少女密着逆3Pソープランド（3月1日、MOODYZ）共演:さとう愛理
- ボクだけのご奉仕メイド（3月6日、クリスタル映像）
- 今まで味わった事のないレズテクで寝取られて…。（3月7日、ビビアン）共演:川村まや、篠田ゆう
- 業界大手エステサロン勤務のアロマセラピストが自身の積み上げた実績を悪用し素人女性を無料マッサージと偽りナンパしてエッチな行為をしちゃいました2（3月13日、ケイ・エム・プロデュース）
- 女子校生強制中出し4（3月13日、TMA）
- 制服が似合う子限定 即ハメして連続で2回もガッツリ中出し!（3月13日、マルクス兄弟）
- 試着室で2人きり、フル勃起チ●ポを見て興奮しちゃった女性販売員 5（3月27日、メディアバンク）
- 緊縛鬼イカセ　愛須心亜（9月11日、株式会社トップ・マーシャル / メーカー:ケイ・エム・プロデュース / レーベル:REA）

### 2016年
- オヤジとJKの濃密ベロキス連続中出し（3月1日、MOODYZ）
- 愛須心亜と同棲しませんか？（3月4日、クリスタル映像）
- 公開便女　オクチでごっくんマ●コで中出し（3月13日、MOODYZ）
- 彼女の妹に愛されすぎてこっそり子作り性活（3月25日、本中）
- 愛須心亜 PREMIUM BEST 2枚組8時間（5月13日、TMA）※女優ベスト
- まるっと! 愛須心亜（9月1日、プラネットプラス）※女優ベスト
- 愛須心亜 8時間 SPECIAL COLLECTION（9月9日、クリスタル映像）※女優ベスト
- 35周年Anniversary! 美少女中出しSEX BEST4時間スペシャル（9月9日、宇宙企画/KMP）※ベスト・総集編

### 2017年
- 愛須心亜 完全版総集編（1月1日、mix/GLAY'z）※女優ベスト
- ちびロリ愛須心亜8時間BEST（5月13日、MOODYZ）※女優ベスト

### 2019年
- 私だってムラムラしてたんだぞ みなさまのアツイ声にお応えして、可愛さ、エロさマシマシであのミニロリAVアイドルが帰ってきましたスペシャル!（5月13日、MOODYZ）※復帰作
- 愛須心亜の凄テクを我慢できれば生★中出しSEX!（6月1日、ワンズファクトリー）
- 3年ぶりに再会したデカ尻幼なじみが痴女化して杭打ち騎乗位で犯されちゃう（6月13日、MOODYZ）
- 「もうイッてるってばぁ!」状態で何度も中出し!（7月1日、ワンズファクトリー）
- 息子の彼女をねっちょり接吻舐め寝とり計画（7月13日、MOODYZ）
- ここあの体内に253発の媚・薬・濃・縮精液注入（8月1日、ワンズファクトリー）
- 100発出しても終わらない無限射精ソープランド（9月1日、ワンズファクトリー）
- 尻好きオヤジ専用バック中出し肉便器（9月13日、MOODYZ）

### 2020年
- 抜き差しバッチリ!極上パイパンWソープ（2月14日、ケイ・エム・プロデュース/million）共演:稲場るか
- 男は僕ひとり!? 欲求不満だらけの女性専用シェアハウス、入居者募集中。（2月25日、ダスッ!）共演：加藤あやの、中尾芽衣子、加藤ももか、大槻ひびき
- 湯けむり天獄 ～縄情の宿～ 13 天縄 心亜編（4月1日、ヴァンアソシエイツ/TENMA）
- 瞬間受胎衝動「ねぇお兄さん、名前教えてくれたらこのまんま中に出してもいいょ」（5月25日、ホームルーム/妄想族）他出演：浜崎みくる、枢木あおい、持田栞里
- お姉さんの巨尻が猥褻過ぎて秒殺で悩殺!!（6月1日、MARRION）

### アダルトVR
2016年
- セクシーハーレム ちょっとHなハプニング Vol.2（11月10日、VRプロジェクト）共演：大槻ひびき、大森玲菜、篠宮ゆり、小西まりえ、荒木まい、川越ゆい

2019年
- MOODYZ HQ VR 甘え上手な心亜とあま〜いにゃんにゃんイチャラブ同棲生活VR!! 「AV復活!」からの当然「VRデビュー!」愛須心亜とVRでSEXできる幸せ…!抜きどころた〜っぷり167分（7月3日、MOODYZ）

2020年
- シティボーイ(東京出身)というだけで片田舎から出てきた地方女子に大モテ! バリバリ方言で告白されて勃起した僕を奪い合うASMRハーレム王様ゼミ飲みVR（2月27日、kawaii*VR）共演：枢木あおい、馬場のん、七瀬ひな
- 男の部屋で配信される巨乳制服美少女（3月3日、KMPVR）
- 僕だけが裸、全力で辱められるVR（3月17日、KMPVR）他出演：通野未帆、森本つぐみ、篠宮ゆり、葉月レイラ、麻里梨夏、深田結梨、弥生みづき、枢木あおい、美谷朱里
- 悪戯夜這いVR（4月5日、KMPVR）他出演：枢木あおい、宇佐木あいか、堀沢ゆい、結々萌奈実、柚月なつみ、蓮実クレア、宮沢ちはる
- 彼女が修学旅行でいない3日間、彼女の友達のJ○に誘惑され中出し孕ませセックスしまくった -誰にも言えない禁断の72時間-（4月9日、こあらVR）
- 「今日も一日おつかれ様でした いっぱい癒やしてあげるね」～ただ…美女に「お疲れ様」と言われたい…そんな貴方のための特別な癒やしのVR～（5月17日、KMPVR）他出演：弥生みづき、飛鳥りん、枢木あおい、葉月レイラ、宮沢ちはる
- 電話中にイキ我慢させるVR（6月1日、KMPVR）他出演：亜矢みつき、枢木あおい、柚月なつみ、三船かれん

## 出演

### テレビ番組
- おとなの子守唄（2013年8月2日 - 8月30日、サンテレビ）
  - ツルーカス監督の芸術は爆発だ!
- OV監督（2014年7月22日、フジテレビ）共演:千原ジュニア、二宮ナナ、桜井あゆ

### インターネット放送
- トイズハートプレゼンツBUBKA「きのう誰食べた」（2014年11月10日ゲスト出演、ニコニコ生放送）[17]

## 雑誌
- Bejean 7月号（2013年6月22日、ジーオーティー）
- 週刊大衆 7月29日号（2013年7月15日、双葉社）
- Bejean 8月号（2013年7月22日、ジーオーティー）
- DVDヨロシク! 12月号（2013年10月21日、三和出版）
- 灼熱カバディ 第21話（2016年7月28日）

## ゲーム

### PlayStation 4・PlayStation 3
- 龍が如く0 誓いの場所（2015年3月12日、セガ）心亜（ここちゃん）役